# Anomaloglossus isthminus
Espèce
Anomaloglossus isthminus est une espèce d'amphibiens de la famille des Aromobatidae.

## Répartition
Cette espèce est endémique du Panama. Elle se rencontre dans les monts Chagres.

## Publication originale
- Myers, Ibáñez, Grant & Jaramillo, 2012 : Discovery of the frog genus Anomaloglossus in Panama, with descriptions of two new species from the Chagres Highlands (Dendrobatoidea: Aromobatidae). American Museum Novitates, no 3763, p. 1-19 (texte intégral).